# Deinoteria
Deinoteria (łac. Deinotheriidae, dosłownie straszne bestie) – rodzina pierwotnych trąbowców, która wyodrębniła się bardzo wcześnie, najprawdopodobniej jeszcze w eocenie. Była to grupa siostrzana trąbowców słoniokształtnych Elephantiformes.
Deinoteria wyróżniały się wieloma bardzo charakterystycznymi cechami. W odróżnieniu od wszystkich pozostałych trąbowców zatraciły górne ciosy, natomiast silnie rozwinęły się dolne. Tworzyły one masywne zagięte w dół i nieco do tyłu haki, umiejscowione w żuchwie. Ślady zużycia na tych ciosach świadczą o tym że zwierzęta używały ich w jakimś celu, być może do korowania drzew lub do rycia w ziemi w poszukiwaniu bulw lub (analogicznie jak dzisiejsze słonie) minerałów pomocnych w trawieniu pokarmu roślinnego. Charakterystyczne są również ich zęby trzonowe.

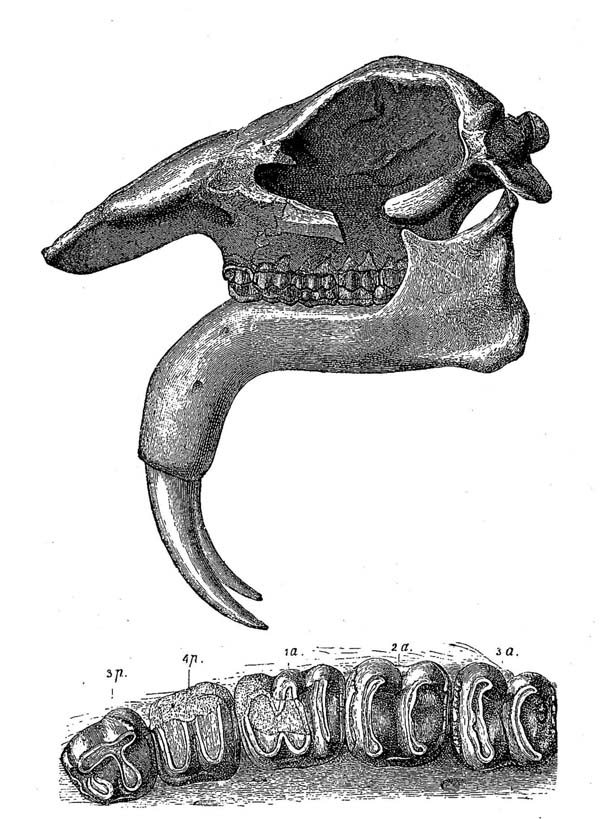
Czaszka i zęby Dinotherium giganteum

Czaszka jest niepodobna do innych trąbowców. Kości nosowe są bardzo silnie wydłużone i były podstawą dla masywnego i silnie umięśnionego ryja bardziej podobnego do nosa tapira niż do typowej słoniowej trąby. Dawne rekonstrukcje deinoteriów z długą i chwytną trąbą są niewłaściwe. Takie cechy mogą świadczyć o przystosowaniu do odżywiania się liśćmi i gałązkami drzew. Budowa pyska mogła pomagać w bardziej efektywnym wykorzystywaniu tego źródła pokarmu, chodzi tu głównie o pobieranie dużych ilości materii roślinnej w krótkim czasie. Inną cechą typową dla deinoteriów była stosunkowo długa szyja oraz długie kończyny.
Deinotheriidae były jedną z najdłużej istniejących rodzin trąbowców. Przez większość czasu swojego istnienia w ich morfologii zaszły jednak bardzo niewielkie zmiany. Może to świadczyć o dobrym przystosowaniu do niszy ekologicznej, jaką wykorzystywały.
Najwcześniejszym znanym gatunkiem jest niedawno odkryty w Chilga w Etiopii Chilgatherium harrisi. Był to średniej wielkości trąbowiec zasiedlający tereny podmokłe we wczesnym oligocenie. Od niego wywodzi się prawdopodobnie Prodeinotherium. Rodzaj ten powstał w Afryce, ale po połączeniu tego kontynentu z Eurazją w miocenie skolonizował również inne rejony świata, między innymi środkową Europę (P. bavaricum). Równolegle rozwijał się nieco bardziej zaawansowany rodzaj Deinotherium, który także zasiedlił Europę i Azję. Pierwsze gatunki z tego rodzaju osiągały wielkość podobną jak dzisiejszy słoń indyjski Elephas maximus, ale późniejsze były ogromne. Deinotherium gigantissimum i Deinotherium bozasi mogły być najpotężniejszymi trąbowcami w dziejach. Wielkością i wagą ustępowały wśród ssaków lądowych jedynie bezrogim nosorożcom z oligocenu zaliczanym do rodziny Hyracodontidae (np. Paraceratherium). Ich wysokość ocenia się na ponad 5,5 metra w kłębie a wagę na 13 ton. Wraz z osuszeniem klimatu w pliocenie, co wiązało się z zanikiem wilgotnych lasów na terenach Europy i Azji deinoteria wymarły na tych terenach. Jednak w swojej afrykańskiej kolebce przetrwały, a nawet dostosowały się do warunków lesistej sawanny, D. bozasi zasiedlał wschodnią Afrykę (między innymi wąwóz Oldovai) w plejstocenie równocześnie z właściwymi słoniami oraz pierwotnymi człowiekowatymi. Ostatecznie Deinotheriidae wymarły ok. 500 tys. lat temu, a więc bardzo niedawno w skali geologicznej, na skutek dalszego osuszenia się klimatu i zaniku leśnych biotopów.
Niemal kompletny szkielet ogromnego Deinotherium znajduje się w muzeum paleontologicznym w Asenowgradzie (południowa Bułgaria).